# Lužanský rybník
Lužanský rybník se nachází na jižním okraji obce Lužany, po které je pojmenován. Jedná se o chovný rybník. Má nepravidelný, skoro čtvercový tvar s dlouhou hrází, po které vede cesta a mokřinami v okolí. Rozměry jsou zhruba 300 na 250 metrů. Je napájen jednak potokem, jehož prameny se nacházejí severně od Dlouhé Lhoty a dále potokem, který pramení hned u rybníka. Výpust a přepad jsou svedeny do řeky Úhlavy.

## Galerie

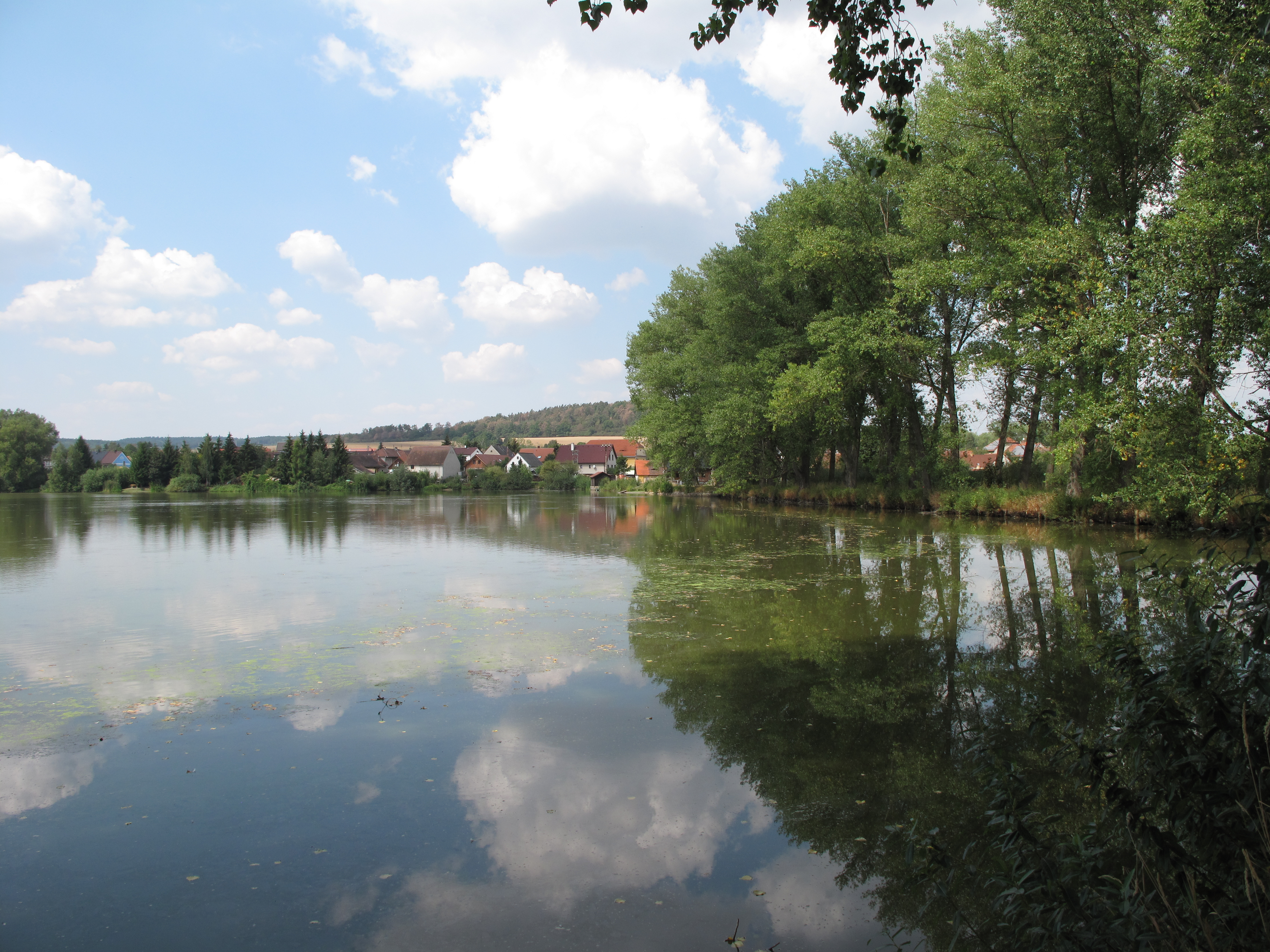
Hráz
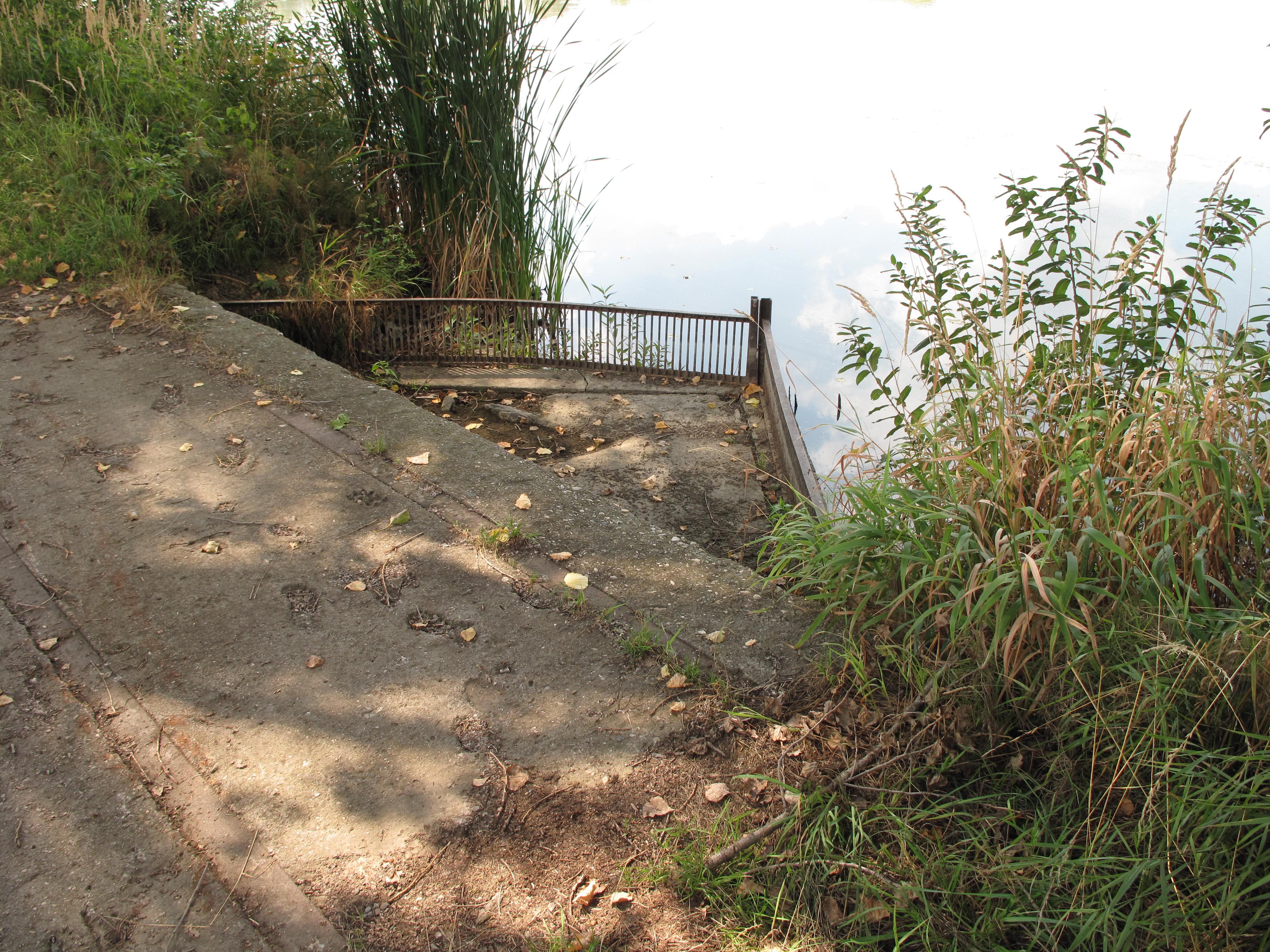
Přepad
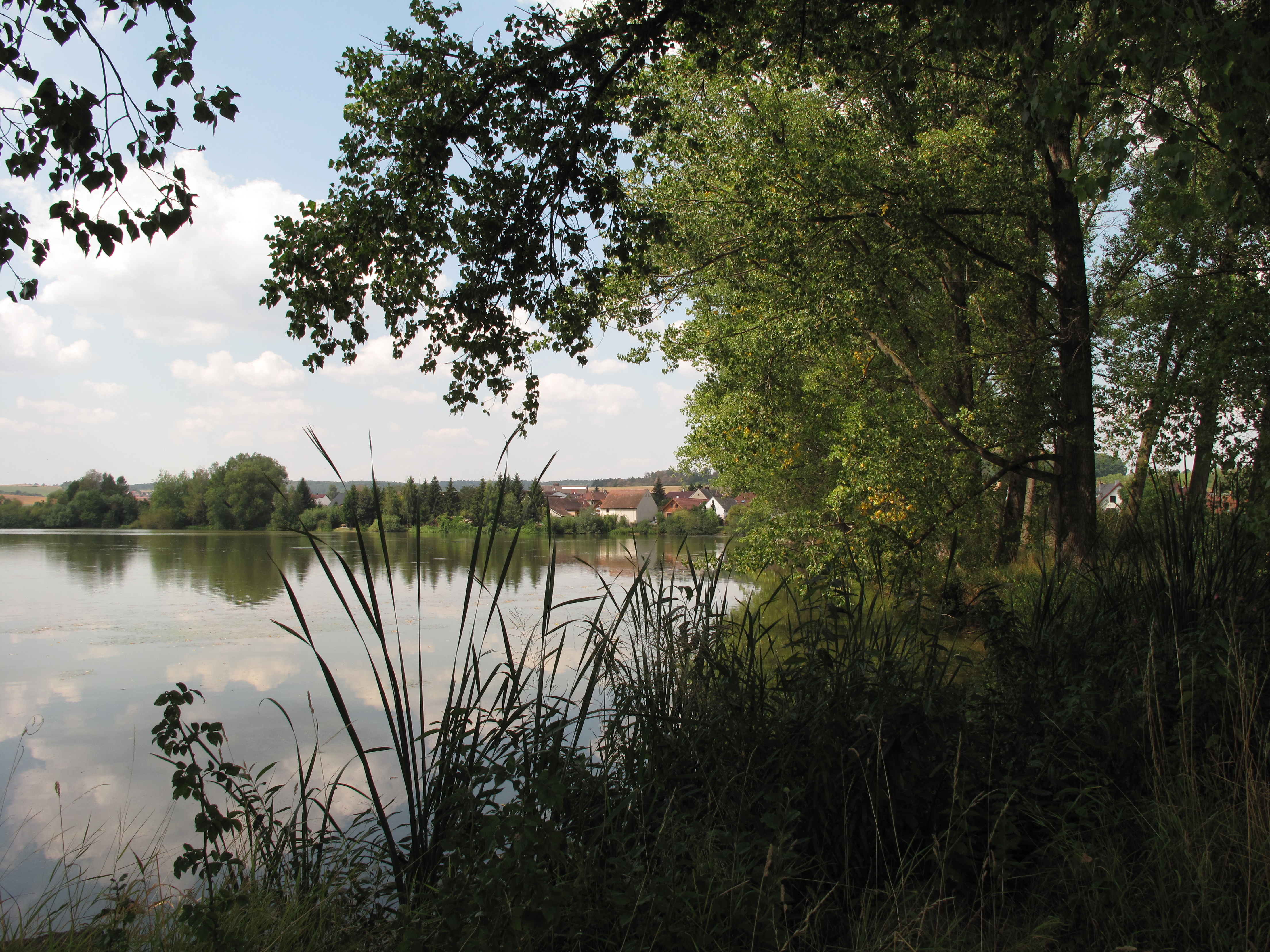
Porost na hrázi